# باريس بريميير
باريس بريميير هي قناة تلفزيونية فرنسية ، متوفرة على قنوات الكابل والأقمار الصناعية والخدمة الأرضية الرقمية . تم إطلاقها في 15 ديسمبر 1986 وهي الآن مملوكة بالكامل من قبل مجموعة إم 6 . 

## العروض المتلفزة

### برامج حوارية
- كا التوازن في باريس ! ، برنامج حواري
- Zemmour & Naulleau ، كلام ساخر
- Les Grosses Têtes ، حديث كوميدي
- باريس نقاش إخباري مباشر

### المجلات
- Intérieurs ، عرض على الطراز المنزلي
- لا مود ، لا مود ، لا مود ، عرض أزياء
- تريس تريس بون ! عرض الطهي
- أرابيل ، عرض فني

### عرض الواقع
- لو موند دي أسطوانات ، ترفيه
- Cauchemar en kitchen ، إصدار أمريكي من Kitchen Nightmares
- Hôtel Hell ، النسخة الأمريكية من فندق Hell
- ماتيلدا وسلسلة رامزي بانش - المملكة المتحدة

### مسلسل
- ممر الإمبراطورية
- مودرن فاميلي
- مقهى كاميرا
- اكذب علي
- اسمي ايرل
- دماء زرقاء
- خارق للطبيعة
- مجمع لوس أنجلوس
- القتل
- مطاردة الحرير
- الجنس والمدينة
- كاميلوت ، ابتكار فرنسي

### رسوم متحركة
- فاميلي غاي
- فلينستون

### حاصل على جوائز
- جائزة توني

## الشعارات

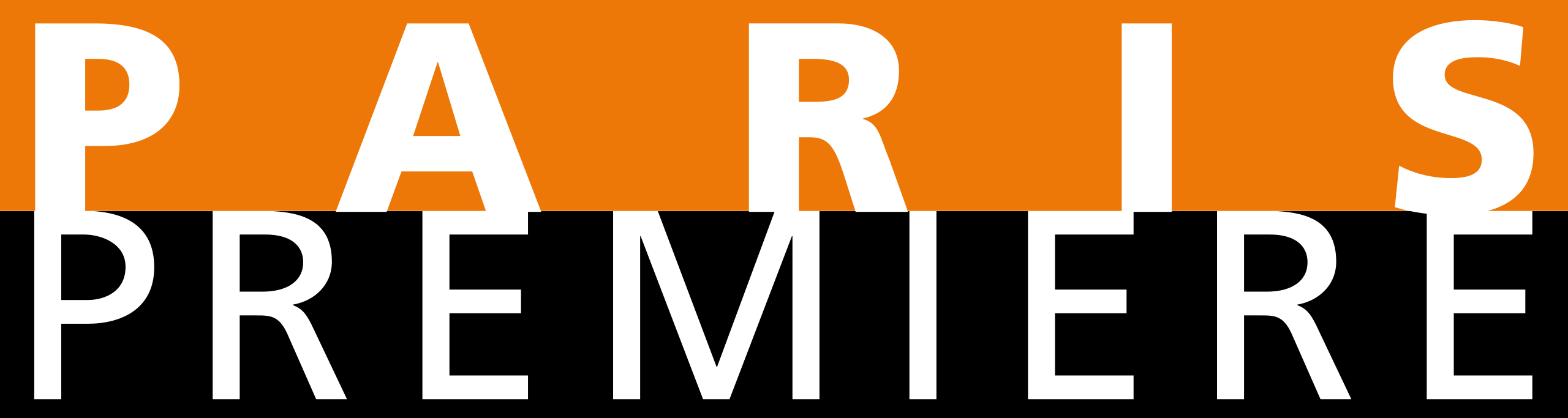
سبتمبر 25, 1995 - جويلية 12, 2011
29 أوت, 2011 – الأن

## روابط خارجية
- الموقع الرسمي باللغة الفرنسية